# Adenomera nana
Adenomera nana é uma espécie de anfíbio da família Leptodactylidae. Endêmica do Brasil, pode ser encontrada no estado de Santa Catarina, e possivelmente no Paraná.